# Nagle, zeszłego lata
Nagle, zeszłego lata (oryg. Suddenly, Last Summer) – amerykański film psychologiczny z 1959 roku w reżyserii Josepha L. Mankiewicza. Scenariusz do filmu powstał na podstawie sztuki Tennessee Williamsa. W rolach głównych wystąpili Elizabeth Taylor, Katharine Hepburn i Montgomery Clift.

## Fabuła
Akcja filmu toczy się pod koniec lat 30. XX wieku w Nowym Orleanie. Doktor John Cukrowicz (Montgomery Clift) pracujący w stanowym szpitalu psychiatrycznym Lion's View eksperymentuje z radykalnym leczeniem dla beznadziejnych przypadków szaleństwa: lobotomią. Szpital jest mocno niedofinansowany, więc obietnica pomocy ze strony zamożnej wdowy Violet Venable (Katharine Hepburn) jest mile widziana. Pani Venable była bardzo silnie związana ze swoim synem Sebastianem, poetą, z którym każdego roku spędzała wakacje. Sebastian zmarł poprzedniego roku spędzając wakacje w Europie z siostrzenicą pani Venable, Catherine Holly (Elizabeth Taylor). Pani Venable obiecuje pomoc finansową w kwocie miliona dolarów dla Lion's View pod warunkiem przeprowadzenia lobotomii na Caterine, która według kobiety jest psychicznie chora. Podczas wizyty u doktora Cukrowicza Catherine stwierdza, że nie jest obłąkana, lecz że coś ją dręczy od czasu ostatnich wakacji z Sebastianem. Niestety dziewczyna nie pamięta konkretnych wydarzeń, które powodują te udręki. Pod naciskiem pani Venable, która także oferuje matce Catherine (Mercedes McCambridge) 100 000 dolarów za podpisanie dokumentów medycznych, doktor Cukrowicz musi podjąć decyzję, czy przeprowadzić operację mimo gwałtownych protestów Catherine lub czy dowiedzieć się, co się wydarzyło podczas ubiegłorocznych wakacji między Catherine i Sebastianem.

## Obsada
- Elizabeth Taylor jako Catherine Holly
- Katharine Hepburn jako Violet Venable
- Montgomery Clift jako Dr John Cukrowicz
- Albert Dekker jako Dr Hockstader
- Mercedes McCambridge jako Pani Grace Holly
- Gary Raymond jako George Holly
- Mavis Villiers jako Panna Foxhill
- Patricia Marmont jako Siostra Benson
- Joan Young jako Siostra Felicity
- Maria Britneva jako Lucy

## Nagrody i nominacje
Nagroda Akademii Filmowej
- Najlepsza aktorka pierwszoplanowa – Elizabeth Taylor (nominacja)
- Najlepsza aktorka pierwszoplanowa – Katharine Hepburn (nominacja)
- Najlepsza scenografia - filmy czarno-białe – Oliver Messel, Scott Slimon, William Kellner (nominacja)

Złoty Glob
- Najlepsza aktorka w filmie dramatycznym – Elizabeth Taylor
- Najlepsza aktorka w filmie dramatycznym – Katharine Hepburn (nominacja)